# T+A elektroakustik

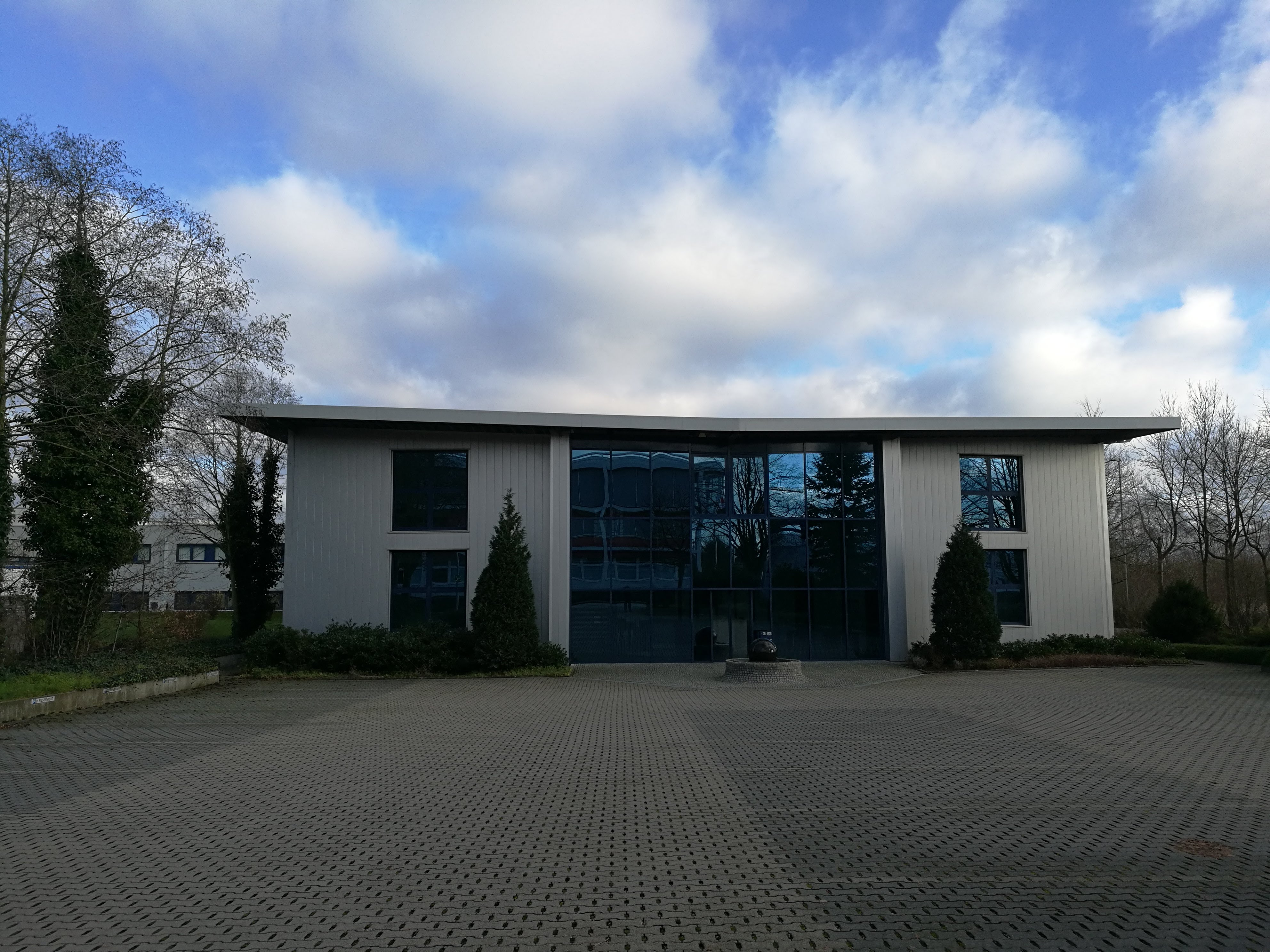
T&A Verwaltung und Produktion

Die T+A elektroakustik GmbH & Co. KG ist ein deutscher Hersteller und Vertreiber hochpreisiger Hi-Fi-Komponenten und elektroakustischer Geräte der Unterhaltungselektronik. Der Sitz des Unternehmens befindet sich im ostwestfälischen Herford in Nordrhein-Westfalen. Das Unternehmen beschäftigte 2005 circa 100 Mitarbeiter. Es ist Inhaber verschiedener Patente und Gebrauchsmuster.

## Gründung und Unternehmensgeschichte
T+A elektroakustik GmbH wurde 1978 von Siegfried Amft gegründet. Amft hatte an der Technischen Universität Hannover bei Fritz Sennheiser ein Elektrotechnik-Studium absolviert. Der Unternehmensname (Firma) T+A steht für „Theorie und Anwendung in Sachen Audio-Technik“.
Zunächst arbeitete das Unternehmen auf dem Gebiet der Beschallungstechnik, entwickelte aber schon recht bald mit den omnidirektional abstrahlenden Lautsprechern der Delta-Serie erste kommerziell vertriebene Produkte.
In den folgenden Jahren wurde die Technik der Transmissionline-Lautsprecher weiterentwickelt und führte 1982 zur Lautsprecherserie TMR (Transmission Multi Resonator) mit Mehrfach-Laufzeitleitungstechnik. 1982 begannen bei T+A Forschungsarbeiten zum Einsatz der Regelungstechnik im Lautsprecherbau. Die gewonnenen Erkenntnisse wurden ab 1984 in der Solitaire-OEC-Lautsprecherserie mit den für T+A patentierten opto-elektronischen Membranpositionssensoren umgesetzt. In den Solitaire-Lautsprechern setzte T+A auch erstmals eine Kombination elektrostatischer Lautsprecher mit direkt gekoppelten Hochspannungs-Elektronenröhrenverstärkern ein. Die Lautsprechergehäuse lässt T+ A – wie beispielsweise auch Canton und Nubert – in der Möbelmanufaktur Roterring im Münsterland herstellen (2018), die auf ihrem Gebiet über 80 Jahre Erfahrung hat.
1986 erschienen erste Vor- und Endverstärker unter der Bezeichnung T+A Pulsar. Die Pulsar-Elektronik wurde in den Folgejahren zu einem kompletten Programm von Audio- und Videokomponenten ausgebaut und ist heute in weiterentwickelter Form als R-Serie im Lieferprogramm von T+A vertreten.
Die 1988 erschienene Pulsar-AudioCon-Serie verfügte als eine der ersten Geräteserien im Bereich der Unterhaltungselektronik über ein Bussystem zur Vernetzung der verschiedenen Geräte zu einer Systemanlage mit zentraler System-Fernbedienung.
1995 wurde als Nachfolger der Solitaire-OEC-Lautsprecher mit der Solitaire A2D der erste voll digital geregelte Aktivlautsprecher auf dem Weltmarkt vorgestellt. 2008 wurden über 8000 Lautsprecher und genauso viele Audio-Geräte verkauft, etwa 1/3 in die USA.
Im März 2020 brachte T+A ihren ersten Kopfhörer, den Solitaire P auf den Markt. Dazu vertreibt T+A den Kopfhörerverstärker HA 200. 
T+A produziert in erster Linie High End-Geräte im Hochpreis-Bereich und ist Mitglied in der High End Society e. V., dem Interessenverband für hochwertige Unterhaltungselektronik.

## Standorte
Neben dem Stammsitz in Herford befinden sich Niederlassungen in der Schweiz, Österreich, Italien, Frankreich, Spanien, den Niederlanden, der Tschechischen Republik, England, Korea, Taiwan, Hongkong, Kambodscha, Russland und der Ukraine.

## Auszeichnungen
Eine Auswahl:
- 2011[5]

- - markt intern: 1. Plätze bei Lautsprecherboxen sowie auch bei HiFi-Anlagen
  - Zeitschrift Stereo: Innovativster Hersteller 2011 und Premium-Hersteller 2011
  - Leserwahl Das goldene Ohr der Zeitschrift Audio: sechs erste Plätze in insgesamt 42 Kategorien[6]
  - Leserwahl der Zeitschrift Stereoplay, mehrere erste und zweite Preise

Der Röhrenverstärker V10 erhielt den EISA-Award 2004/05 in der Kategorie High-End Audio.
PA3000HV und MP3000HV erhielten den EISA-Award 2013/14 in der Kategorie High-End Audio.